# زيتا هانرو
زيتا هانرو (بالفرنسية: Zita Hanrot)‏ (1 يناير 1990) ممثلة فرنسية. فازت بجائزة سيزار لأفضل ممثلة واعدة في عام 2016 عن دورها في فيلم فاطمة.

## روابط خارجية
- زيتا هانرو على موقع IMDb (الإنجليزية)
- زيتا هانرو على موقع روتن توميتوز (الإنجليزية)
- زيتا هانرو على موقع ألو سيني (الفرنسية)
- زيتا هانرو على موقع أول موفي (الإنجليزية)
- زيتا هانرو على موقع قاعدة بيانات الفيلم (الإنجليزية)